# Teoria triangular do amor
A teoria triangular do amor é uma teoria do amor desenvolvida pelo psicólogo Robert Sternberg. No contexto das relações interpessoais, "os três componentes do amor, de acordo com a teoria triangular, são a intimidade, paixão e compromisso." 
A intimidade engloba os sentimentos de apego, proximidade e vínculo; a paixão engloba o sentimento conecto de limerência e atração sexual; e o compromisso engloba a decisão de permanecer com outra pessoa, e a longo prazo, o compartilhamento das conquistas e planos com tal.
"A quantidade de amor experienciada depende da força absoluta de tais componentes, e o tipo de amor experienciado depende das forças relativas ao outro."  Diferentes estágios e tipos de amor podem ser explicados como diferentes combinações dos três elementos; por exemplo, a ênfase relativa em cada componente muda com o tempo como uma relação romântica se desenvolve. Um relacionamento baseado em um único elemento tem menos probabilidade de sucesso do que aquele baseado em dois ou três elementos.

## Formas de amor
|  |

Os três componentes, pictoricamente representados pelas vértices de um triângulo, interagem entre si e as ações resultantes dessas reações, a fim de formar sete diferentes tipos de experiências amorosas (O "desamor" não é representado). O tamanho do triângulo é usado para representar a "quantidade" de amor - quanto maior o triângulo, "maior" o amor. O formato do triângulo indica o "estilo" do amor, que pode variar com o curso do relacionamento.
- Desamor "refere-se simplesmente à falta de todos os componentes do amor. Desamor caracteriza a maior parte das relações pessoais, que são simplesmente interações casuais"[3]

- Amizade é "usado aqui em um sentido não-trivial. Refere-se ao conjunto de sentimentos experienciados em relacionamentos que podem verdadeiramente ser caracterizados como amizade. Ambas as partes sentem vínculos, proximidade e carinho pela outra parte, sem sentimentos de paixão intensa ou compromisso a longo prazo."[4]

- Paixão: "a paixão resulta da experiência de um estímulo passional quando na falta de intimidade ou compromisso."[5] Relacionamentos românticos comumente se iniciam com uma paixão e se tornam românticos à medida de a intimidade é desenvolvida com o tempo. Sem o desenvolvimento da intimidade ou compromisso, a paixão pode desaparecer rapidamente e repentinamente.

- Amor vazio é caracterizado por um compromisso sem intimidade ou paixão. Um amor "forte" pode ser deteriorado e tornar-se um amor vazio. Em um casamento arranjado, o relacionamento entre os cônjuges podem começar em um amor vazio e desenvolver-se em outra forma, indicando "que um amor vazio pode não ser o estágio terminal de um relacionamento [mas sim] o início de um."[5]

- Amor romântico "é derivado da combinação dos componentes da intimidade e paixão. [...] Amantes românticos não só são inclinados entre si fisicamente como também vinculados emocionalmente",[5] vinculados tanto intimamente quanto passionalmente, mas sem sustentar um compromisso.

- Companheirismo amoroso é um tipo de amor íntimo e ligado a um compromisso a longo prazo, porém sem o componente passional. "Esse tipo de amor é observado em casamentos duradouros, onde a paixão não é mais presente"[6] mas onde ainda há o sentimento de profunda afeição e compromisso. O amor idealmente compartilhado entre os membros da família é uma forma de companheirismo amoroso, assim como o amor entre amigos próximos que têm um amor platônico mas uma forte amizade.

- Amor fugaz pode ser exemplificado por um repentino namoro e casamento - "fugaz no sentido que um compromisso é feito baseado numa paixão sem uma influência estável de envolvimento íntimo."[5]

- Amor consumado é a forma completa de amor, representando um teórico relacionamento ideal. De acordo com Sternberg, esses casais tendem a ter muitos anos de relações sexuais, não conseguem imaginar-se felizes com qualquer outra pessoa, ultrapassam dificuldades, e ambos se encantam no relacionamento com o outro.[7] Entretanto, Sternberg alerta que a manutenção de um amor consumado costuma ser ainda mais complicado do que alcançá-lo. Ele enfatiza a importância da tradução dos componentes do amor em ações. "Sem expressão," diz, "até o maior dos amores pode morrer."[8] Ainda, o amor consumado pode não ser permanente. Se a paixão é perdida com o tempo, ele pode se transformar num companheirismo amoroso.